# Luis Lloréns Torres
Luis Lloréns Torres (14 de maio de 1876 — 16 de junho de 1944) foi um poeta, dramaturgo e político porto-riquenho. Foi defensor da independência de Porto Rico.